# 新西蘭星鯊
新西蘭星鲨（学名：Mustelus lenticulatus），又稱新西蘭貂鯊，為軟骨魚綱真鯊目皺唇鯊科星鯊屬的一種，分布於西南太平洋克馬德克群島及紐西蘭海域，深度0至860公尺，本魚體細長，頭部扁平，吻尖，體上部為淡褐色，並散布白色圓斑，下腹部白色，體長最大可達125公分，體長可達1.6公斤，棲息在近岸大陸棚底層水域，會進行季節性洄游，屬肉食性，以甲殼類為食，卵胎生，生活習性不明，可做為食用魚，在紐西蘭炸魚薯條店以「檸檬魚」(lemonfish)的名稱供應。